# Polystichum gongboense
Polystichum gongboense är en träjonväxtart som beskrevs av Ren-Chang Ching och S. K. Wu. Polystichum gongboense ingår i släktet Polystichum och familjen Dryopteridaceae. Inga underarter finns listade.